# Шеломки (Ярославская область)
Шеломки (по топокарте Шоломки) — деревня Артемьевского сельского округа Артемьевского сельского поселения Тутаевского района Ярославской области.
Деревня находится на западе района, к северо-западу от Тутаева. Она расположена с северной стороны от федеральной трассы Р151 Ярославль—Рыбинск на участке Тутаев — Рыбинск, между трассой и правым берегом Волги. Деревня расположена на мысу между двумя глубокими оврагами, рассекающими высокий волжский берег. С северо-запада расположен овраг (высота обрыва 8 м), в котором протекает небольшой, без постоянного водотока левый приток Волги, ручей Каменка. На противоположном берегу Каменки стоит деревня Антифьево. С северо-восточной стороны от Шеломков, протянулся другой овраг, за которым расположена деревня Кузилово. Эти три деревни компактно высятся над волжским берегом.
Деревня Щеломки указана на плане Генерального межевания Борисоглебского уезда 1792 года. В 1825 Борисоглебский уезд был объединён с Романовским уездом. По сведениям 1859 года деревня относилась к Романово-Борисоглебскому уезду.
На 1 января 2007 года в деревне Шеломки не числилось постоянных жителей. По карте 1975 г. в деревне жило 17 человек. Почтовое отделение, находящееся в городе Тутаев, обслуживает в деревне Шеломки дома на двух улицах: Дачная (19 домов) и Зелёная (7 домов).